# Уніас-городище
Уніас-городище — укріплене поселення на околиці с. Антонівці Шумського району Тернопільської області. Розташоване на гірському кряжі Кременецьких гір. Збереглись укріплені майданчики, розташовані з півночі на південь на 800 м, на вис. 110 м над річкою Іловиця.
Центральні укріплення — дитинець — чотирикутний майданчик: ширина — 250 м, довжина — 220 м, захищений валами, ровами, ескарпами та урвищами. На північно-західному боці — невелике мисове укріплення (Уніас-II) трикутної форми, довжина сторін 66 м, 60 м і 55 м. На північ від гори — укріплений майданчик Лиса Гора, овальної форми, обнесений валом і ровом. На всіх укріплених майданчиках виявлені западини, утворені на місці котлованів давніх будівель.
Археологічні дослідження Уніасу-городища почала 1987 року експедиція ТОКМ під керівництвом О. Гаврилюка.
Виявлені наземні житла і напівземлянки з печами-кам'янками (10–11 ст.), ювелірні вироби, форми керамічних виробів X–початку XI ст., XII ст. і XVI–XVII ст., середньовічні монети. Виявлено також матеріали могилянської групи ранньої залізної доби (I тис. до н. е.) Біля одного з розкопаних жител X ст. виявлено петрогліф у формі хреста, орієнтованого за сторонами світу.